# 峙浪乡
峙浪乡，是中华人民共和国广西壮族自治区崇左市宁明县下辖的一个乡镇级行政单位。

## 行政区划
峙浪乡下辖以下地区：
峙浪社区、那兵村、派台村、思陵村、洞浪村、那密村、钦加村、洞漫村和长桥村。